# Леманка
Леманка — река в России, протекает в Белохолуницком районе Кировской области. Устье реки находится в 5,9 км по левому берегу реки Осётровка. Длина реки составляет 16 км.
Исток реки в 12 км к северу от города Белая Холуница. Река течёт на север по ненаселённой, заболоченной местности. Впадает в Осётровку в урочище Томазы двумя километрами ниже села Всехсвятское (центр Всехсвятского сельского поселения).

## Данные водного реестра
По данным государственного водного реестра России относится к Камскому бассейновому округу, водохозяйственный участок реки — Вятка от истока до города Киров, без реки Чепца, речной подбассейн реки — Вятка. Речной бассейн реки — Кама.
Код объекта в государственном водном реестре — 10010300212111100031525.